# Stadtbredimus
Stadtbredimus (luxembourgeois : Stadbriedemes) est une localité luxembourgeoise et le chef-lieu de la commune portant le même nom située dans le canton de Remich.
Située à 142 mètres d'altitude, la commune de Stadtbredimus s'étend sur 10,17 km² et abrite environ 1 980 habitants (début 2024). Grâce à son climat mosellan et à l'expertise locale, Stadtbredimus et Greiveldange sont réputés pour la qualité exceptionnelle de leurs vins. La commune compte 320 hectares de forêts et 109,9 hectares de vignes, enrichissant ainsi son patrimoine naturel et viticole.

## Histoire

### Toponymie
La première mention de la localité est Bridin en 1096, puis Bridenes en 1222.

## Géographie

### Sections de la commune
- Greiveldange
- Stadtbredimus (chef-lieu)
- Hettermillen

## Population et société

### Démographie
L'évolution du nombre d'habitants est connue à travers les recensements de la population effectués dans le pays depuis 1821. Les recensements décennaux de la population permettent de caler les chiffres sur la composition de la population par sexe, âge, nationalité et commune de résidence. Entre deux recensements, la population au 1er janvier de l’année {\displaystyle x} est évaluée en ajoutant à la population au 1er janvier de l’année {\displaystyle x-1} les soldes naturel (naissances {\displaystyle -} décès) et migratoire (arrivées {\displaystyle -} départs) de l'année. La même méthode est appliquée pour la répartition par âge au 1er janvier et les effectifs totaux par nationalité. Depuis le 1er septembre 2023, le Luxembourg dénombre 100 communes.
Au 1er janvier 2024, la commune comptait 1 992 habitants.
| 1821 | 1851  | 1871  | 1880  | 1890 | 1900  | 1910 | 1922 | 1930 |
| ---- | ----- | ----- | ----- | ---- | ----- | ---- | ---- | ---- |
| 961  | 1 244 | 1 124 | 1 155 | 982  | 1 004 | 941  | 849  | 789  |

| 1935 | 1947 | 1960 | 1970 | 1978 | 1979 | 1981 | 1983 | 1984 |
| ---- | ---- | ---- | ---- | ---- | ---- | ---- | ---- | ---- |
| 788  | 724  | 667  | 652  | 705  | 716  | 754  | 770  | 760  |

| 1985 | 1986 | 1987 | 1988 | 1989 | 1990 | 1991 | 1992 | 1993 |
| ---- | ---- | ---- | ---- | ---- | ---- | ---- | ---- | ---- |
| 760  | 780  | 790  | 809  | 821  | 857  | 882  | 908  | 931  |

| 1994  | 1995  | 1996  | 1997  | 1998  | 1999  | 2000  | 2001  | 2002  |
| ----- | ----- | ----- | ----- | ----- | ----- | ----- | ----- | ----- |
| 1 012 | 1 041 | 1 113 | 1 206 | 1 213 | 1 259 | 1 274 | 1 249 | 1 236 |

| 2003  | 2004  | 2005  | 2006  | 2007  | 2008  | 2009  | 2010  | 2011  |
| ----- | ----- | ----- | ----- | ----- | ----- | ----- | ----- | ----- |
| 1 277 | 1 275 | 1 296 | 1 311 | 1 375 | 1 366 | 1 426 | 1 466 | 1 556 |

| 2012  | 2013  | 2014  | 2015  | 2016  | 2017  | 2018  | 2019  | 2020  |
| ----- | ----- | ----- | ----- | ----- | ----- | ----- | ----- | ----- |
| 1 580 | 1 601 | 1 634 | 1 674 | 1 794 | 1 866 | 1 904 | 1 894 | 1 947 |

| 2021  | 2022  | 2023  | 2024  | - | - | - | - | - |
| ----- | ----- | ----- | ----- | - | - | - | - | - |
| 1 968 | 1 978 | 1 984 | 1 992 | - | - | - | - | - |

Le graphique qui aurait dû être présenté ici ne peut pas être affiché car il utilise l'ancienne extension Graph, désactivée pour des questions de sécurité. Des indications pour créer un nouveau graphique avec la nouvelle extension Chart sont disponibles ici.

## Économie
La commune fait partie de la zone d'appellation du crémant de Luxembourg.